# 朱碌科镇
朱碌科镇，是中华人民共和国辽宁省朝阳市建平县下辖的一个乡镇级行政单位。

## 行政区划
朱碌科镇下辖以下地区：
朱碌科村、西梁村、夏营子村、刘杖子村、新房子村、北老爷庙村、西科村、大庙村、杨杖子村、二道河子村、水塘沟村和七台营子村。